# Chó bò Ả Rập
Chó bò Ả Rập là một giống chó săn lợn có nguồn gốc từ nước Úc.

## Tính cách
Chó bò Ả Rập có một tính cách khá điểm tĩnh, rất thông minh dễ dàng huấn luyện, nối tiếng với lòng trung thành của chúng và tình yêu của chúng dành cho con người.
Loài chó này có danh tiếng hay gây hấn mà theo RSPCA Australia là do phương tiện truyền thông và nhận thức của công chúng. Các cuộc tấn công vào người dân ở một số bang của Úc đã được quy cho giống chó này, mặc dù theo Hội đồng khu vực Mackay, số lượng giống chó này tương ứng, không lớn hơn các giống chó khác. Các cuộc tấn công vào gia súc bao gồm giết chết một số con cừu và các động vật khác đã được quy cho Chó bò Ả Rập trốn thoát khỏi chủ sở hữu của chúng hoặc thoát khỏi nơi giam giữ. Giống chó này đã đước một số thông tin tuyên bố nhằm lấy lại, hỗ trợ danh tiếng của giống chó cho việc tấn công được lý giải là được gây ra bởi những người chủ sở hữu những con chó và thiếu tính hòa nhập xã hội.
Loài chó này được sử dụng, tham gia vào các công việc dùng động vật bầu bạn và trị liệu.

## Bỏ rơi
Do những hạn chế về hợp đồng thuê nhà ở Queensland, trong đó có quy định cấm các giống chó có kích thước lớn, nhiều giống chó lớn bao gồm Chó bò Ả Rập thường bị bỏ rơi tại tiểu bang này. RSPCA Úc cũng quy định điều này với sự gia tăng đáng kể của giống chó này trong săn bắn lợn, với những thợ săn không triệt sản chó của họ, dẫn đến những con vật này thường bị bán phá giá.